# 帕杜西
49°50′57″N 33°14′6″E / 49.84917°N 33.23500°E
帕杜西（烏克蘭語：Падусі），是位於烏克蘭中部的村落，隸屬波爾塔瓦州的盧布尼區。該村距離巴甫利夫卡0.5公里，海拔高度144米，2001年該村落人口32。